# Denkmäler der Volksrepublik China (Jilin)
Die folgende Tabelle bietet eine Übersicht zu sämtlichen Denkmälern der Provinz Jilin (Abk. Ji), die auf der Denkmalliste der Volksrepublik China stehen:
| Name                                                         | Beschluss | Kreis/Ort                          | siehe (auch) | Bild |
| ------------------------------------------------------------ | --------- | ---------------------------------- | --- | ---- |
| Donggou gumu qun 洞沟古墓群                                  | 1-168     | Ji’an shi 集安市                   | Alte Gräber am Donggou-Fluß (Goguryeo) (Ji’an)                                                                              |      |
| Liudingshan gumuqun 六顶山古墓群                             | 1-173     | Dunhua shi 敦化市                  | Liudingshan-Gräber (Balhae) (Dunhua)                                                                                        |      |
| Wandu shancheng yu Guonei cheng 丸都山城与国内城             | 2-52      | Ji’an shi 集安市                   | Stätten der Wandu Shancheng und Guonei Cheng (Goguryeo) (Ji’an)                                                             |      |
| Lingguang ta 灵光塔                                          | 3-141     | Changbai xian 长白县               | Lingguang-Pagode (Autonomer Kreis Changbai der Koreaner)                                                                    |      |
| Da Jin Deshengtuo songbei 大金得胜陀颂碑                     | 3-178     | Fuyu xian 扶余县                   | Große Jin-Dynastie Gedächtnisstele (der früheste Jurchen-Text aus der Dading-Ära (1161–1189) des Shìzōng 世宗) (Kreis Fuyu) |      |
| Longtou Shan gumuqun 龙头山古墓群                            | 3-244     | Helong shi 和龙市                  | Alte Gräber im Longtou-Gebirge (Helong)                                                                                     |      |
| Bohai zhongjing cheng yizhi 渤海中京城遗址                   | 4-51      | Helong shi 和龙市                  | Stätte der mittleren Hauptstadt des Bohai-Reiches (Helong)                                                                  |      |
| Mao'ershan mudi 帽儿山墓地                                   | 4-62      | Jilin shi 吉林市                   | Mao'ershan-Friedhof (Jilin)                                                                                                 |      |
| Hanshu yizhi 汉书遗址                                        | 5-26      | Da'an shi 大安市                   | Stätte der Hanshu-Kultur (Frühe Hanshu-Kultur (Hanshu I) und Späte Hanshu-Kultur (Hanshu II)) (Da’an)                       |      |
| Xituanshan yizhi 西团山遗址                                  | 5-27      | Jilin shi 吉林市                   | Stätte der Xituanshan-Kultur (Jilin)                                                                                        |      |
| Wanfabozi yizhi 万发拨子遗址                                 | 5-28      | Tonghua shi 通化市                 | Wanfabozi-Stätte (Tonghua)                                                                                                  |      |
| Erlonghu gucheng yizhi 二龙湖古城遗址                        | 5-29      | Lishu xian 梨树县                  | Erlonghu-Stätte (Kreis Lishu)                                                                                               |      |
| Luotongshan cheng 罗通山城                                   | 5-30      | Liuhe xian 柳河县                  | Luotongshan (Kreis Liuhe)                                                                                                   |      |
| Baliancheng yizhi 八连城遗址                                 | 5-31      | Hunchun shi 珲春市                 | Baliancheng-Stätte (Hunchun)                                                                                                |      |
| Baoshan - Liudaogou ye tong yizhi 宝山—六道沟冶铜遗址        | 5-32      | Linjiang shi 临江市                | Stätte der Kupferschmelze von Baoshan und Liudaogou (Goguryeo-Zeit bis Bohai-Reich) (Linjiang)                              |      |
| Tahucheng 塔虎城                                             | 5-33      | Qian Guo'erluosi xian 前郭尔罗斯县 | Stätte von Tahucheng (Autonomer Kreis Vorderer Gorlos der Mongolen)                                                         |      |
| Gangouzi muqun 干沟子墓群                                    | 5-157     | Changbai xian 长白县               | Gangouzi-Friedhof (Autonomer Kreis Changbai der Koreaner)                                                                   |      |
| Wanyan Xiyin jiazu mudi 完颜希尹家族墓地                     | 5-158     | Shulan shi 舒兰市                  | Gräber des Klans der Familie von Wanyan Xiyin (Shulan)                                                                      |      |
| Baicaogou yizhi 百草沟遗址                                   | 6-51      | Wangqing xian 汪清县               | Baicaogou-Stätte (Kreis Wangqing)                                                                                           |      |
| Zi'an shancheng 自安山城                                     | 6-52      | Tonghua shi 通化市                 | Stätte von Zi'an shancheng (Kreis Tonghua)                                                                                  |      |
| Longtanshan cheng 龙潭山城                                   | 6-53      | Jilin shi 吉林市                   | Festung von Longtanshan (Jilin)                                                                                             |      |
| Sumi cheng 苏密城                                            | 6-54      | Huadian shi 桦甸市                 | Festung von Sumi (Huadian)                                                                                                  |      |
| Chengshanzi shancheng 城山子山城                             | 6-55      | Dunhua shi 敦化市                  | Bergstadt Chengshanzi (Dunhua)                                                                                              |      |
| Mopan cun shancheng 磨盘村山城                               | 6-56      | Tumen shi 图们市                   | Bergort Mopancun (Tumen) |      |
| Pianliancheng chengzhi 偏脸城城址                            | 6-57      | Lishu xian 梨树县                  | Alte Stadtmauer von Pianlian (Jin-Dynastie) (Kreis Lishu)                                                                   |      |
| Qinjiatun chengzhi 秦家屯城址                                | 6-58      | Gongzhuling shi 公主岭市           | Qinjiatun (Gongzhuling) |      |
| Chengsijiazi chengzhi 城四家子城址                           | 6-59      | Baicheng shi 白城市                | Stätte der alten Stadt Chengsijiazi (Liao- bis Yuan-Dynastie) (Baicheng)                                                    |      |
| Yehebu chengzhi 叶赫部城址                                   | 6-60      | Siping shi 四平市                  | Yehebu (Ming-Dynastie) (Siping)                                                                                             |      |
| Huifa chengzhi 辉发城址                                      | 6-61      | Huinan xian 辉南县                 | Stätte der alten Stadt Huifa (Kreis Huinan) (Ming-Dynastie)                                                                 |      |
| Huifa He shangyou shipengmu 辉发河上游石棚墓                 | 6-244     | Meihekou shi 梅河口市              | „Steindachgräber“ (shipengmu) am Oberlauf des Flusses Huifa He (Meihekou)                                                   |      |
| Jilin wenmiao 吉林文庙                                       | 6-502     | Jilin shi 吉林市                   | Konfuzianischer Tempel von Jilin (Jilin)                                                                                    |      |
| Ashihada moya 阿什哈达摩崖                                   | 6-820     | Jilin shi 吉林市                   | Ashihada-Steininschriften (Ming-Dynastie) (Jilin)                                                                           |      |
| Sibao Linjiang zhanyi zhihuibu jiuzhi 四保临江战役指挥部旧址 | 6-921     | Linjiang shi 临江市                | Hauptquartier im Kampf um Linjiang (Linjiang)                                                                               |      |